# فایرمانکی
FireMonkey شبیه WPF است با این تفاوت که این فریم ورک یک واسط کاربر گرافیکی cross-platform است و توسط Embarcadero Technologies تولید شده است و در Delphi و C++Builders، با فریم ورک واسط کاربری پیشرفته چند پلتفرمی قرار داده شده است.
FireMonkey توسط Eugene Kryukov در شرکت "KSDev" از شهر Ulan-Ude در کشور روسیه طراحی شد به عنوان نسل بعدی فریم ورک GUI مبتنی بر وکتور معرفی گردید.
نام اصلی این فریم ورک VG-Scene است که در سال ۲۰۱۱ به شرکت آمریکایی Embarcadero Technologies فروخته شده و در کتابخانه محصولاتشان قراد داده شد. FireMonkey همراه با کتابخانه کامپوننت‌های ویژوال سابق اضافه شده و به عنوان قسمتی از Delphi XE2, C++ Builder XE2 and RAD Studio XE2 امکان استفاده از آن وجود دارد.
معرفی این فریم ورک در RAD Studio XE2, Delphi XE2، C++ XE2، به طراحان برنامه اجازه داده برای طراحی برنامه‌ها و رابط‌های کاربری ازمزایای ویژگی‌های شتابده که قابل دسترسی است در سیستم‌های عامل مختلف استفاده کنند. نحوه استفاده از این از این فریم ورک در سیستم‌های عامل‌ها موجود به صورت زیر می‌باشد:
| تکنولوژی  | سیستم عامل                                                                |
| --------- | ------------------------------------------------------------------------- |
| Direct2D  | Windows Vista Windows 7                                                   |
| OpenGL    | Mac OS X                                                                  |
| OpenGL ES | iOS                                                                       |
| GDI+      | نسخه‌های از ویندوز که امکان استفاده از Direct2D وجود ندارد. مانند ویندوزXP |

برنامه‌ها و رابط‌های کاربری که با FireMonkey طراحی می‌شوند به دو دسته بندی تقسیم می‌شوند HD و.3D
HD و 3D این دو می‌توانند با کامپوننت‌های استفاده شده داخلی که در IDE وجود دارند ترکیب و استفاده شوند.
- برنامه‌های HD برنامه‌های دو بعدی هستد با رابط کاربری flat مانند بسیاری از نرم‌افزارهای که در حال حاضر استفاده می‌شوند. واژه HD برای اشاره به المانهای وکتوری ترسیم شده استفاده می‌شود.
- برنامه های3D برنامه های۳ بعدی و قابلیت داشتن XYZ در رابط کاربری همانند همان چیزی که در بسیاری از بازی‌های ویدئوی مدرن استفاده می‌شود.

Firemonkey فقط یک فریم ورک ویژوال نیست بلکه یک فریم ورک نرم‌افزار کامل است و بسیاری از ویژگی‌های VCL را حفظ و ابقاء کرده است. برخی از قابلیت‌ها عبارتند از:
- قابلیت مستقل از سیستم عامل بودن
- ترسیم وکتوری المانهای کاربری
- هر یک از کامپوننت‌های طراحی قابلیت پدر فرزندی می‌توانند داشته باشند که این اجازه ساخت کاموننت‌های ترکیبی را می‌دهد
- پشتیبانی ازاستایل‌های داخلی ساخته شده
- پشتیبانی افکت‌های بصری از قبیل درخشش – درخشش داخلی – مات کردن و همچنین متحرک کردن کامپوننت‌های بصری

به این ترتیب، Firemonkey می‌تواند صرفاً به عنوان یک UI برای یک برنامه کاربردی خارجی استفاده شود، یا به عنوان برنامه خود. با توجه به اینکه این فریم ورک سازگار با مستقل از پلت فرم است سورس کدهای یکسان می‌تواند برای گسترش پلت فرم‌های مختلفی که ساپورت استفاده شود.
Firemonkey به صورت عادی از برنامه‌های اجرائی ۳۲ بیتی و ۶۴ بیتی در ویندوز و از برنامه‌های اجرائی۳۲ بیتی روی Mac OS X و iOS پشتیبانی می‌کند.
در نسخه منتشر شده XE3 پشتیبانی از iOS حذف شده است اما هنوز طراحی برنامه‌های iOS با استفاده از نسخه XE2 از محصولات مشابه امکان پذیر است. این محدویت است با این حال این قابلیت فقط برای OSX 10.6, XCode 4.2.1 و iOS SDK 4.3 و قبل از آن پشتیبانی می‌شود.
Firemonkey 2/FM² نام این فریم ورک در XE3 است و اگر چه ویژگی‌های مشابه آنچه در XE2 بود فراهم شده است پیشرفت‌های متعددی در بسیاری از قسمت‌های فریم ورک انجام گرفته است. به طور خاص در نسخه بعدی دلفی در آینده نزدیک پشتیبانی از " native" در توسعه پلت فرم iOS امکان پذیر می‌شود.
ترجمه متن: سید ابراهیم ثابتی
منبع en.wikipedia.org/wiki/FireMonkey.
1. ↑  متن پیوند، متن اضافی.